# Olegario Víctor Andrade
Pour les articles homonymes, voir Andrade.
Olegario Víctor Andrade (Alegrete, Rio Grande do Sul, Brésil 6 mars 1839 – Buenos Aires, 30 octobre 1882) est un poète, journaliste et une personnalité politique argentine.

## Œuvres
- El nido de cóndores
- El arpa perdida
- Prometeo
- Atlántida

### Essais
- Las dos políticas (1886)